# Отто Мартін Торелл
Отто Мартін Торелл (швед. Otto Martin Torell; 5 червня 1828 — 11 вересня 1900) — шведський ботанік, геолог, зоолог та полярний дослідник.

## Біографія
Отто Мартін Торелл народився 5 червня 1828 року у місті Варберг.
У 1844 році вступив до Лундського університету, у 1853 році отримав ступінь доктора філософії. У 1860 році Торелл став ад'юнктом зоології, а у 1866 — позаштатним професором зоології та геології Лундського університету.
У 1856 році здійснив експедицію у Швейцарію для вивчення льодовиків, а у 1857 році з тією ж метою відвідав Ісландію. Наступного року разом із Адольфом Норденшельдом та А. Квеннерстедтом провів свою першу експедицію на Шпіцберген, а у 1859 році досліджував Гренландію.
Торелл був першим шведським дослідником, який прийняв льодовикову теорію, згідно з якою Скандинавія у льодовиковий період була вкрита |материковим льодом. У своїх дослідженнях він пішов далі, стверджуючи, що материкове обледеніння із Скандинавії поширилося на всі регіони на схід та південь від Балтійського моря, де зустрічаються ератичні валуни.
У 1871 році Торелл заснував нову геологічну установу — Шведську геологічну службу (Sveriges geologiska undersökning) та очолив її.
Торелл був членом Шведської королівської академії наук (1870), Академії сільського господарства (1872).
Отто Мартін Торелл помер 11 вересня 1900 року.

## Окремі публікації
- Om de geologiska forskningarne i Norge (1865)
- Bidrag till sparagmitetagens geognosi och paleontologi (1867)
- Petrijicata suecana formationis cambricce (1870)
- Sur les traces les plus anciennes de l'existence de l'homme en Suéde (1876)
- On the causes of the glacial phenomena in the north eastern portion of North America (1877)
- Om Sveriges vigtigaste kristalliniska bergslag och deras förhållanden till hvarandra (1882)
- Undersökningar öfver istiden, III (1887)
- Aflagringarne å ömse sidor om riksgränsen uti Skandinaviens sydligare fjelltrakter (1888)
- Apatitförekomsterna i Norrbottens län (1890)
- Den ostbaltiska isalpen (1892)